# Aristóbulo da Britânia
Aristóbulo da Britânia[nota a], dito Apóstolo da Britânia, foi um judeu cipriota, posteriormente um santo, e um dos Setenta Discípulos. Junto com Urbano, Ampliato, Estácio, Apeles e Narciso, ele foi um ajudante do apóstolo André. Ele é considerado tradicionalmente como o primeiro bispo da Britânia.
Tamanho era o apelo do apóstolo Aristóbulo entre os celtas britões que uma região inteira foi batizada em sua homenagem: Arwystli, que depois se tornou um pequeno reino medieval e continua até hoje como sendo um distrito (cantref) no condado de Powys, no País de Gales.

## Fonte
Assim como diversos outros santos, Aristóbulo teve sua vida contada no livro Prólogo de Ohrid, de São Nikolai Velimirovic.